# 二ツ井町荷上場
二ツ井町荷上場（ふたついまちにあげば）は、秋田県能代市の大字。2016年3月31日の人口は941人。郵便番号018-3103。本項では同地域にかつて存在した山本郡荷上場村（にあげばむら）についても記す。

## 地理
能代市東部に位置する。西で二ツ井町梅内・二ツ井町種・二ツ井町・二ツ井町仁鮒、東で二ツ井町小繋、南で二ツ井町麻生、北で山本郡藤里町矢坂・大沢と隣接する。米代川と藤琴川の両岸を占める。国道7号（二ツ井バイパス）が米代川沿いを東西に横断し、青森県道・秋田県道317号西目屋二ツ井線が藤琴川沿いに南北に縦断する。

### 河川
- 米代川
- 藤琴川

## 歴史

### 沿革
- 1889年（明治22年）4月1日 - 町村制施行により、近世以来の荷上場村が、通称加護山（加護山製錬所周辺）を編入のうえ単独で自治体を形成。
- 1955年（昭和30年）3月25日 - 二ツ井町・富根村・種梅村と合併し、改めて二ツ井町が発足。大字荷上場となる。
- 2006年（平成18年）3月21日 - 二ツ井町が能代市と合併し、改めて能代市が発足。大字二ツ井町荷上場となる。

## 交通

### 道路
- 国道7号（二ツ井バイパス）
- 青森県道・秋田県道317号西目屋二ツ井線
- 秋田県道322号きみまち阪公園素波里湖線

### バス
秋北バス
- 二ツ井、藤琴 - 真名子線
  - 組合病院前 - 能代バスステーション - 鶴形 - 二ツ井駅前 - 藤琴 - 真名子・熊ノ岱

## 施設
- きみまち子ども園
- 高岩神社